# توزلند، کمبریج‌شر
توزلند (به انگلیسی: Toseland) یک روستا و محله مدنی در بریتانیا است که در هانتینگدونشر واقع شده‌است. توزلند ۱۱۱ نفر جمعیت دارد.